# Coppa del mondo di tuffi 2018
La Coppa del Mondo di tuffi 2018 (ufficialmente 2018 FINA Diving World Cup) è stata la XXI edizione della competizione sportiva internazionale di tuffi organizzata dalla Federazione internazionale del nuoto (FINA). Si è disputata dal 4 al 10 giugno 2018 al Wuhan Sports Center di Whuan in Cina.

## Podi

### Uomini
| Evento                     | Oro                      | Perform. | Argento                                     | Perform. | Bronzo                                   | Perform. |
| Tuffi individuali          |                          |          |                                             |          |                                          |          |
| Trampolino 3m (dettagli)   | Xie Siyi Cina            | 557.60   | Cao Yuan Cina                               | 544.60   | Jack Laugher Gran Bretagna               | 515.00   |
| Piattaforma 10m (dettagli) | Chen Aisen Cina          | 557.80   | Yang Jian Cina                              | 537.40   | David Dinsmore Stati Uniti               | 489.80   |
| Tuffi sincronizzati        |                          |          |                                             |          |                                          |          |
| Trampolino 3m (dettagli)   | Cao Yuan Xie Siyi Cina   | 448.74   | Jack Laugher Chris Mears Gran Bretagna      | 440.64   | Jahir Ocampo Rommel Pacheco Messico      | 435.72   |
| Piattaforma 10m (dettagli) | Yang Hao Chen Aisen Cina | 491.73   | Aleksandr Belevtsev Nikita Shleikher Russia | 427.20   | Declan Stacey Domonic Bedggood Australia | 409.59   |

### Donne
| Evento                     | Oro                           | Perform. | Argento                                       | Perform. | Bronzo                              | Perform. |
| Tuffi individuali          |                               |          |                                               |          |                                     |          |
| Trampolino 3m (dettagli)   | Shi Tingmao Cina              | 404.70   | Wang Han Cina                                 | 383.55   | Pamela Ware Canada                  | 348.75   |
| Piattaforma 10m (dettagli) | Zhang Jiaqi Cina              | 427.30   | Ren Qian Cina                                 | 403.85   | Pandelela Rinong Malaysia           | 349.15   |
| Tuffi sincronizzati        |                               |          |                                               |          |                                     |          |
| Trampolino 3m (dettagli)   | Shi Tingmao Chang Yani Cina   | 334.80   | Jennifer Abel Mélissa Citrini-Beaulieu Canada | 302.04   | Anabelle Smith Esther Qin Australia | 290.10   |
| Piattaforma 10m (dettagli) | Zhang Jiaqi Zhang Minjie Cina | 366.12   | Kim Mi Hwa Kim Kuang Hui Corea del Nord       | 328.98   | Meaghan Benfeito Caeli McKay Canada | 324.42   |

### Misti
| Evento                     | Oro                       | Perform. | Argento                                | Perform. | Bronzo                                   | Perform. |
| Tuffi sincronizzati        |                           |          |                                        |          |                                          |          |
| Trampolino 3m (dettagli)   | Li Zheng Wang Han Cina    | 337.95   | Elena Bertocchi Maicol Verzotto Italia | 303.90   | Grace Reid Ross Haslam Gran Bretagna     | 302.64   |
| Piattaforma 10m (dettagli) | Si Yajie Lian Junjie Cina | 353.31   | Caell McKay Vincent Riendeau Canada    | 301.20   | Valeriia Belova Sergey Nazin Russia      | 299.88   |
| Squadra mista (dettagli)   | Qiu Bo Chen Yiwen Cina    | 406.20   | Oleg Kolodiy Sofiia Lyskun Ucraina     | 388.90   | Krysta Palmer David Dinsmore Stati Uniti | 374.65   |

## Medagliere
| Posizione | Paese          | Oro | Argento | Bronzo | Totale |
| --------- | -------------- | --- | ------- | ------ | ------ |
| 1         | Cina           | 11  | 4       | 0      | 15     |
| 2         | Canada         | 0   | 2       | 2      | 4      |
| 3         | Gran Bretagna  | 0   | 1       | 2      | 3      |
| 4         | Russia         | 0   | 1       | 1      | 2      |
| 5         | Italia         | 0   | 1       | 0      | 1      |
| = 5       | Corea del Nord | 0   | 1       | 0      | 1      |
| = 5       | Ucraina        | 0   | 1       | 0      | 1      |
| 8         | Australia      | 0   | 0       | 2      | 2      |
| = 8       | Stati Uniti    | 0   | 0       | 2      | 2      |
| 10        | Malaysia       | 0   | 0       | 1      | 1      |
| = 10      | Messico        | 0   | 0       | 1      | 1      |
| Totale    | Totale         | 11  | 11      | 11     | 33     |